# Pearls of Passion
Pearls of Passion (en español, "Perlas de pasión") es el título del primer álbum en estudio del dúo sueco Roxette, se publicó originalmente el 31 de octubre de 1986 y rápidamente llegó al top del ranking sueco, lo que llevó a pensar un nuevo trabajo inmediatamente. En este álbum hay un par de temas que luego serían reeditados en trabajos posteriores como: "Neverending Love" y "Soul Deep".
En el desarrollo del álbum se puede notar la influencia punk sobre la cantante Gun-Marie Fredriksson que aún usa (y con muy buen resultado) los "gritos" (sic) en sus interpretaciones.
Este mismo álbum es republicado nuevamente al mercado el 31 de octubre de 1997 en formado de CD-álbum incluyendo esta vez canciones adicionales que no aparecen en la publicación original de 1986, en la que se incluyen ahora canciones sueltas entre ellas, temas que solo aparecián en discos singles nada más; otras, canciones que fueron grabadas en versiones maqueta o demos y algunas remezclas de DJs oficiales.

## Información del álbum
El álbum alcanzó el #2 en la lista de los álbumes más vendidos de Suecia [3]; pero aparte de Canadá, no pudo ser publicado fuera de Suecia. Sin embargo, Roxette iría a grabar y publicar posteriormente su primer álbum internacional seguido a este, que sería el álbum "Look Sharp!".
Los temas "Neverending Love", "Goodbye to You", "Soul Deep" y "I Call Your Name" fueron lanzados como sencillos de este primer álbum de estudio. El tema titulado "It Must Have Been Love", incluido en la republicación de 1997, fue utilizado más adelante (con la referencia a la Navidad, se le cambió una línea de texto a una referencia de neutral con referente al invierno en lo de la letra de la canción ("Es un duro día de Navidad" fue reemplazado por "Es un día de invierno duro") modificación hecha específicamente para su inclusión en la película Pretty Woman. "Soul Deep" volvió a aparecer de nuevo en el álbum "Joyride" en 1991 y "So Far Away" fue grabado de nuevo en una versión acústica en directo para el álbum "Tourism" de 1992.
Este álbum fue seguido por la publicación de un álbum compilatorio de remixes pertenecientes a este primer disco; el álbum fue titulado "Dance Passion".

## Lista de canciones
Todas las letras escritas por Per Gessle, salvo dónde se indica..
| Pearls of Passion (edición original) |                             |                         |                                |          |  |
| N.º                                  | Título                      | Letras                  | Música                         | Duración |  |
| 1.                                   | «Soul Deep»                 |                         |                                | 3:41     |  |
| 2.                                   | «Secrets That She Keeps»    |                         |                                | 3:48     |  |
| 3.                                   | «Goodbye to You»            |                         |                                | 4:03     |  |
| 4.                                   | «I Call Your Name»          |                         |                                | 3:39     |  |
| 5.                                   | «Surrender»                 |                         |                                | 4:23     |  |
| 6.                                   | «Voices»                    | Per Gessle              | Marie Fredriksson y Per Gessle | 4:46     |  |
| 7.                                   | «Neverending Love»          |                         |                                | 3:30     |  |
| 8.                                   | «Call of the Wild»          |                         |                                | 4:42     |  |
| 9.                                   | «Joy of a Toy»              |                         | Mats Persson y Per Gessle      | 3:09     |  |
| 10.                                  | «From One Heart to Another» |                         |                                | 4:11     |  |
| 11.                                  | «Like Lovers Do»            |                         |                                | 3:25     |  |
| 12.                                  | «So Far Away»               | Per Gessle y Hasse Huss | Per Gessle                     | 5:17     |  |
| 48:27                                |                             |                         |                                |          |  |

| "Pearls of Passion" (edición remasterizada de 1997 - incluye 9 Bonus Tracks.) |                                                             |          |  |
| N.º                                                                           | Título                                                      | Duración |  |
| 13.                                                                           | «Pearls of Passion»                                         | 3:35     |  |
| 14.                                                                           | «It Must Have Been Love (Christmas For The Broken Hearted)» | 4:49     |  |
| 15.                                                                           | «Turn to Me»                                                | 2:58     |  |
| 16.                                                                           | «Neverending Love» (T & A Demo - 1986)                      | 2:45     |  |
| 17.                                                                           | «Secrets That She Keeps» (T & A Demo - Aug 15, 1986)        | 2:44     |  |
| 18.                                                                           | «I Call Your Name» (Montezuma Demo - Jul 26, 1986)          | 3:04     |  |
| 19.                                                                           | «Neverending Love» (Frank Mono Mix)                         | 3:19     |  |
| 20.                                                                           | «I Call Your Name» (Frank Mono Mix)                         | 3:21     |  |
| 74:35                                                                         |                                                             |          |  |

| "Pearls of Passion" (edición remasterizada del año 2009 - incluye 3 Bonus Tracks) |                                                   |          |  |
| N.º                                                                               | Título                                            | Duración |  |
| 13.                                                                               | «Pearls of Passion»                               | 3:35     |  |
| 14.                                                                               | «Neverending Love» (Tits & Ass demo / 1986)       | 2:45     |  |
| 15.                                                                               | «Secrets That She Keeps» (Tits & Ass demo / 1986) | 2:54     |  |
| 74:35                                                                             |                                                   |          |  |

| "Paarls of Passion" (edición remasterizada del año 2009 - incluye bonus tracks solo para iTunes. |                                                |          |  |
| N.º                                                                                              | Título                                         | Duración |  |
| 13.                                                                                              | «I Call Your Name» (Montezuma Demo / 26.07.86) | 3:04     |  |
| 14.                                                                                              | «Neverending Love» (Frank Mono-Mix / 1987)     | 3:19     |  |
| 19.                                                                                              | «I Call Your Name» (Frank Mono-Mix / 1987)     | 3:21     |  |

| "Pearls of Passion" (edición LP/casete - Lado A) |                          |          |  |
| N.º                                              | Título                   | Duración |  |
| 1.                                               | «Soul Deep»              |          |  |
| 2.                                               | «Secrets That She Keeps» |          |  |
| 3.                                               | «Goodbye to You»         |          |  |
| 4.                                               | «I Call Your Name»       |          |  |
| 5.                                               | «Surrender»              |          |  |
| 6.                                               | «Voices»                 |          |  |

| "Pearls of Passion" (edición LP/casete - Lado A) |                             |          |  |
| N.º                                              | Título                      | Duración |  |
| 7.                                               | «Neverending Love»          |          |  |
| 8.                                               | «Call of the Wild»          |          |  |
| 9.                                               | «Joy of a Toy»              |          |  |
| 10.                                              | «From One Heart to Another» |          |  |
| 11.                                              | «Like Lovers Do»            |          |  |
| 12.                                              | «So Far Away»               |          |  |

### Sencillos
- "Neverending Love":
  1. "Neverending Love"
  2. "Neverending Love" (Love Mix)

- "Goodbye to You":
  1. "Goodbye to You"
  2. "So Far Away"

- "Soul Deep":
  1. "Soul Deep" (7" remix)
  2. "Pearls of Passion"

- "I Call Your Name":
  1. "I Call Your Name" (7" remix)
  2. "Surrender"

## Personal
- Voces – Per Gessle y Marie Fredriksson
- Sintetizadores, Programación y Synclavier – Clarence Öfwerman
- Guitarras – Per Gessle
- Batería - Pelle Alsing
- Bajos - Tommy Cassemar

## Producción del álbum
- Producido y arreglado por: Clarence Öfwerman.
- Deseñado por: Alar Suurna
- Todas las canciones publicadas por: Jimmy Fun Music, excepto:

"From One Heart to Another": Sweden Music AB,
"Voices" y, "Turn to Me": Shock the Music/Jimmy Fun Music
"Soul Deep": Happy Accident Music